# Operazione Bertram
Operazione Bertram era il nome in codice di una delle maggiori operazioni di inganno militare messe in atto dalle forze degli Alleati durante la seconda guerra mondiale: l'operazione aveva lo scopo di sviare le forze dell'Asse dislocate in Egitto dai preparativi per una nuova offensiva dell'Ottava Armata britannica del generale Bernard Law Montgomery, poi sfociata nella seconda battaglia di El Alamein (23 ottobre - 5 novembre 1942).

## Pianificazione
L'operazione, messa in atto dall'esperto di tattiche di inganno militare Dudley Clarke e dalla struttura posta ai suoi ordini ('A' Force), puntava a ingannare i comandi dell'Asse circa la data e il luogo dell'imminente attacco alleato tramite la realizzazione di inganni visivi e camuffamenti, realizzati dal British Middle East Command Camouflage Directorate di Geoffrey Barkas, accompagnati da un falso traffico radio (operazione Canwell): tutte queste manovre avevano lo scopo di attirare l'attenzione verso il settore sud del fronte, lontano dalla zona costiera a nord dove Montgomery aveva invece intenzione di attaccare, oltre a far credere al nemico che l'offensiva dovesse iniziare almeno due giorni dopo la vera data prescelta.
Bertram comportò la creazione di unità militari completamente fittizie, tramite la realizzazione di falsi carri armati, pezzi di artiglieria e materiali militari poi lasciati in bella vista perché venissero rilevati dalla ricognizione nemica, mentre per non dare l'impressione che l'offensiva fosse imminente venne iniziata la costruzione di un falso oleodotto per il trasporto del carburante, ancora largamente incompleto quando l'attacco ebbe poi inizio; al tempo stesso, veri carri armati e cannoni furono camuffati da semplici camion e ammassati nella zona di partenza per l'offensiva, in modo che passassero inosservati all'occhio delle forze dell'Asse. L'operazione ebbe un vasto successo: interrogato dopo essere stato catturato, il generale tedesco Wilhelm Ritter von Thoma dichiarò che le forze dell'Asse avevano conteggiato una divisione corazzata in più di quanto gli Alleati disponessero in realtà, e che l'attenzione per l'offensiva di Montgomery era concentrata sul settore sud invece che a nord.